# Giovanni Ribisi
Antonino Giovanni Ribisi, född 17 december 1974 i Los Angeles, Kalifornien, är en amerikansk skådespelare.
Giovanni Ribisi har italiensk familjebakgrund och började sin karriär som skådespelare i diverse TV-serier runt början av 1990-talet. Han har återvänt till det mediet under sin karriär, bland annat i komediserierna Vänner, My Name Is Earl och dramaserien Arkiv X.
Giovanni Ribisi, som är av siciliansk härkomst,  är son till Gay Landron och Albert Ribisi. Han är tvillingbror till skådespelaren Marissa Ribisi och svåger till musikern Beck. Han har även en syster vid namn Gina Ribisi. Giovanni Ribsi var gift 1997-2001 med Mariah O'Brien och de fick en dotter född 1997. 2012 gifte han om sig med fotomodellen Agyness Deyn.
Giovanni Ribisi är en aktiv scientolog.

## Filmografi (i urval)
- 1985 – Highway to Heaven (TV-serie)
- 1994 – Walker Texas Ranger (TV-serie)
- 1995 – Arkiv X, avsnitt D.P.O. (gästroll i TV-serie)
- 1995–2003 – Vänner (TV-serie)
- 1996 – SubUrbia
- 1996 – That Thing You Do!
- 1997 – The Postman - budbäraren
- 1997 – Lost Highway
- 1998 – Mord i Phoenix
- 1998 – Rädda menige Ryan
- 1999 – Den första kärleken
- 1999 – The Mod Squad
- 1999 – All the Rage
- 2000 – Gone in 60 Seconds
- 2000 – The Gift
- 2000 – Boiler Room
- 2002 – Heaven
- 2003 – Basic - Farligt uppdrag
- 2003 – Lost in Translation
- 2003 – I Love Your Work
- 2003 – Call of Duty (röst i dataspel)
- 2003 – Åter till Cold Mountain
- 2004 – Sky Captain and The World of Tomorrow
- 2004 – Flight of the Phoenix
- 2005 – The Big White
- 2005–2008 – My Name Is Earl (TV-serie)
- 2006 – 10th & Wolf
- 2007 – Perfect Stranger
- 2007 – The Dog Problem
- 2009 – Middle Men
- 2009 – Public Enemies
- 2009 – Avatar
- 2011 – The Rum Diary
- 2012 – Contraband
- 2012 – Columbus Circle
- 2012 – Ted
- 2012 – Loom
- 2013 – Gangster Squad
- 2013 – Family Guy, avsnitt Call Girl (gästroll i TV-serie)
- 2014 – A Million Ways to Die in the West
- 2014 – Selma
- 2015 – Results
- 2015 – Ted 2
- 2022 – Avatar: The Way of Water
- 2023 – Strange Darling
- 2025 – Avatar: Fire and Ash